# Resolució 1125 del Consell de Seguretat de les Nacions Unides
La Resolució 1125 del Consell de Seguretat de les Nacions Unides fou adoptada per unanimitat el 6 d'agost de 1997.
Després d'expressar la seva preocupació davant la situació a la República Centreafricana, el Consell va autoritzar la continuació de la Missió Interafricana per Supervisar l'Aplicació dels Acords de Bangui (MISAB) al país per uns altres tres mesos.

## Antecedents
El 1996, es van produir tres motins successius per elements de les forces armades a la República Centreafricana, que van provocar una crisi política i militar. Els acords de Bangui van ser signats pel president de la República Centreafricana Ange-Félix Patassé i les forces rebels a la capital Bangui i es va establir una força interafricana (MISAB)per restaurar la pau i la seguretat al país i controlar l'aplicació dels Acords de Bangui.

## Resolució
El Consell de Seguretat va determinar que la situació a la República Centreafricana constituïa una amenaça per a la pau i la seguretat internacionals i va acollir amb beneplàcit els esforços dels estats participants en la MISAB. Va aprovar els esforços de l'operació per assegurar un entorn estable i supervisar la rendició d'armes d'antics amotinats, milícies i altres persones.
Actuant sota el Capítol VII de la Carta de les Nacions Unides, els països que participen en la MISAB - Burkina Faso, Txad, Gabon, Mali, Senegal i Togo, per garantir la seguretat i llibertat de moviment del seu personal per un període inicial de tres mesos. El cost de la força es sufragaria pels estats participants. Finalment, els països participants van haver de presentar informes cada dues setmanes al Secretari General Kofi Annan.